# Marie Anna z Thun-Hohensteinu
Marie Anna hraběnka z Thunu-Hohenštejna (německy Maria Anna Gräfin von Thun und Hohenstein, 27. listopadu 1698 – 23. února 1716, Vídeň) byla hraběnka z Thunu-Hohenštejna a po sňatku princezna z Lichtenštejna.

## Život
Narodila se 27. listopadu 1698 jako dcera Jana Maxmiliána hraběte z Thunu-Hohenštejna a jeho manželky, hraběnka Marie Terezie ze Šternberka z konopišťské rodové linie Jana II. ze Šternberka.
3. února 1716 se coby 18letá ve Vídni provdala za následníka lichtenštejnského trůnu, ovdovělého prince Josefa Jana Adama, pozdějšího panujícího knížete z Lichtenštejna. Josefova první manželka Gabriela z Lichtenštejna zemřela 7. listopadu 1713 bez mužských potomků.
Ani druhé manželství však netrvalo dlouho, neboť již tři týdny po sňatku zemřela také Marie Anna, rovněž bez potomků. Zemřela ve Vídni 23. února 1716, a nikdy nestihla navštívit hlavní rodové zámky Lichtenštejnů v moravských Valticích a Lednici. Po smrti však byly její ostatky převezeny do rodové hrobky Lichtenštejnů ve Vranově u Brna. Její hrob se však nedochoval a je považován za ztracený.